# Заика, Александр Михайлович
Александр Михайлович Заика — советский военнослужащий, участник Великой Отечественной войны, полный кавалер ордена Славы, командир расчета 82-мм миномёта 28-го гвардейского кавалерийского полка (6-я гвардейская кавалерийская дивизия, 3-й гвардейский кавалерийский корпус, 2-й Белорусский фронт) гвардии сержант.

## Биография
Александр Михайлович Заика родился в крестьянской семье в селе Костряковка Тургайской области (в настоящее время Фёдоровский район Костанайской области Казахстана). В 1930 году переехал с семьёй в Каракалпакию в посёлок Муйнак. Окончил 7 классов школы, работал учётчиком, затем бухгалтером в Госстрахе.
В июле 1941 года Муйнакским райвоенкоматом был призван в ряды Красной армии, с сентября 1941 года на фронтах Великой Отечественной войны. В сентябре 1942 года был ранен
10 января 1944 года гвардии сержант Заика был приказом по полку награждён медалью «За отвагу», за то, что в бою у железной дороги Витебск — Полоцк уничтожил 10 солдат противника.
19 июля 1944 года в бою у местечка Липск в Польше гвардии сержант Заика выстрелом из миномёта уничтожил станковый пулемёт противника с расчётом. 29 июля 1944 года в бою подавил бронетранспортёр противника и уничтожил 10 солдат противника. Был представлен к ордену Славы 3-й степени. 29 августа 1944 года приказом по дивизии был награждён медалью «За отвагу».
Командир расчета 82-мм миномёта гвардии сержант 3аика 21 января 1945 года близ населённого пункта Мальгомюле (Malgamühle; см. de:Małga) и переправы на реке Омулев (27 км северо-восточнее Найденбурга в Польше), метким огнём из миномёта дезорганизовал противника, охранявшего переправу так, что тот бросил 2 исправных бронетранспортёра. Уничтожил станковый пулемёт и 5 солдат противника. 27 января 1945 года в бою за Вартенбург (польский город Барчево) из миномёта уничтожил ручной пулемёт и 8 солдат противника. Был представлен к ордену Красной Звезды, но приказом по приказом по войскам 2-го белорусского фронта от 6 марта 1945 года он был награждён орденом Славы 2-й степени.
Командуя миномётным расчётом гвардии в наступательной операции 29 — 30 апреля 1945 сержант Заика с миномётным расчётом уничтожал огневые точки и живую силу противника, обеспечивая продвижение своего эскадрона вперёд. 28 апреля в бою за город Грабов огнём своего миномёта уничтожил 3 пулемётные точки, 2 повозки с боеприпасами, до 20 солдат и офицеров противника. В бою за город Райнсберг (Германия) подавил 2 пулемёта противника, обеспечив продвижение вперед нашей пехоте. Приказом по дивизии от 20 мая 1945 года награждён орденом Славы 3 степени.
1 мая 1945 года в боях за населённые пункты Валлиц (8 км северо-западнее города Райнсберг) и Грабов (de:Grabow bei Blumenthal; 10 км юго-западнее города Виттшток) из миномёта подавил 3 пулемёта, разбил 2 повозки с боеприпасами, истребил свыше 10 солдат противника. Указом Президиума Верховного Совета СССР от 15 мая 1946 года гвардии сержант Заика награждён орденом Славы 1-й степени.
Гвардии сержант Александр Михайлович Заика демобилизовался в июле 1945 года. Вернулся к месту жительства, жил в посёлке Муйнак, затем переехал в Фергану в Узбекистане. Работал заведующим складом в одном из подразделений Узхладторгмонтажа.
Скончался 11 августа 1967 года.